# Alexis Souahy
Alexis Souahy (Montreuil, Francia; 13 de enero de 1995) es un futbolista comorense. Juega de defensa y su equipo actual es el San Antonio FC de la USL Championship. Nacido en Francia de padres comorenses, es internacional absoluto por la selección de Comoras desde 2021.

## Trayectoria
Souahy creció en Le Havre y se formó como jugador en las inferiores del Le Havre AC, siendo promovido al equipo B del Championnat National 2 en 2012.
Entre 2014 y 2017 migró a los Estados Unidos, donde jugó fútbol universitario en los Notre Dame Falcons y los Bowling Green Falcons. En su estapa universitaria, formó parte del Michigan Bucks de la USL PDL entre 2016 y 2017.
Su primer club fue profesional fue el Louisville City de la USL en 2018.

## Selección nacional
Descendiente comorense, debutó en la selección de Comoras en diciembre de 2021 ante Malaui en un amistoso.

## Clubes
| Club              | País           | Año           |
| ----------------- | -------------- | ------------- |
| Le Havre B        | Francia        | 2012-2014     |
| Michigan Bucks    | Estados Unidos | 2016-2017     |
| Louisville City   | Estados Unidos | 2018-2021     |
| New Mexico United | Estados Unidos | 2022          |
| Union Omaha       | Estados Unidos | 2023          |
| Spokane Velocity  | Estados Unidos | 2024          |
| FC Tulsa          | Estados Unidos | 2024          |
| San Antonio FC    | Estados Unidos | 2025-presente |

## Palmarés

### Títulos nacionales
| Título   | Club            | País           | Año  |
| -------- | --------------- | -------------- | ---- |
| Copa USL | Louisville City | Estados Unidos | 2017 |